# سیستم غیرمتمرکز مستقل

شماتیک ساده شده انتقال پیام را در یک سیستم غیرمتمرکز مستقل نشان می دهد

سیستم غیرمتمرکز مستقل (یا ADS) یک سیستم غیرمتمرکز است که ترکیبی از مدل‌ها یا اجزایی است که طوری طراحی شده اند که به صورت مستقل کار کنند ولی درعین حال توانایی این را دارند که در راستای مواجه‌شدن با هدف کلی سیستم با هم در تعامل باشند. این شیوه طراحی سیستم را قادر میسازد که درصورت خرابی و ناتوانی اجزای سیستم همچنان بتواند کارکرد داشته باشد. همچنین سیستم را قادر میسازد درحالی که همچنان به کار خود ادامه میدهد بتواند اجزاء سیستم را تعمیر و نگهداری کند.سیستم غیرمتمرکز مستقل کاربردهای دیگری علاوه بر خطوط تولید صنعتی، سیستم هدایت خطوط راه‌آهن و روبات‌شناسی دارد.
ADS اخیراً از کاربردهای کنترلی به کاربردهای خدماتی و سیستم‌های تعبیه‌شده مثل سیستم‌های خدماتی غیرمتمرکز مستقل و سیستم‌های دستگاه غیرمتمرکز مستقل گسترش پیدا کرده است.

## تاریخچه
سیستم های غیر متمرکز مستقل برای اولین بار در سال 1977 پیشنهاد شد.
ADS توجه قابل ملاحظه ای را به خود جلب کرد زیرا چنین سیستم‌هایی سال‌های زیادی است که در سیستم‌های راه‌آهن کشور ژاپن  با بیشتر از 7 میلیارد سفر بطور ایمن مستقر شده‌اند که اهمیت این مفهوم را ثابت می‌کند. راه آهن ژاپن با ADS به عنوان یک قطار هوشمند شناخته میشود. 
برای ارج نهادن به این مشارکت چشمگیر، دکتر کینجی موری جایزه های زیادی از جمله جایزه 2013 IEEE Life Fellow ، جایزه خدمات برجسته 2012، جایزه دولت شهری توکیو، جایزه 2012 متخصص برجسته از بین 1000 نفر در جهان،جایزه دولت چین، جایزه 2008 IEICE fellow، جایزه 1995 IEEE fellow، جایزه توسعه دستاوردهای برتر، آژانس علم و فناوری، جایزه صنعتی ایچیمورا در سال 1994، جایزه دستاورد فناوری در سال 1992، انجمن مهندسان ابزار و کنترل، جایزه ملی ثبت اختراع در سال 1988، آژانس علم و فناوری، و جایزه برتر فناوری Mainichi در سال 1988 را دریافت کرده است. دکتر موری پول نقد جایزه Ichimura Industrial  را به IEEE اهدا کرد تا سرمایه جایزه IEEE Kanai را تامین کند.
از سال 1977، ADS موضوع مورد پژوهش بسیاری از پژوهشگران در سراسر جهان از جمله ایالات متحده، ژاپن، اتحادیه اروپا به خصوص آلمان و چین بوده است.

## معماری ADS
ADS یک معماری ناهمبسته است که در آن هر جزء یا زیرسیستم با فرستادن پیام با استفاده از فیلدهای اطلاعات به اشتراک گذاشته شده ارتباط برقرار می کند. ویژگی خاص و منحصر به فرد ADS این است که هیچ سیستم اداره کننده یا هماهنگ کننده مرکزی وجود ندارد. در عوض هر زیرسیستم عملکرد خود و هماهنگی خود را با زیرسیستم های دیگر مدیریت می کند. هنگامی که یک زیرسیستم نیاز به تعامل با زیرسیستم های دیگر پیدا میکند، فیلدهای اطلاعات به اشتراک گذاشته شده حاوی درخواست را به همه زیرسیستم های دیگر میفرستد.   . این پخش حاوی شناسه و هویت یا نشانی هیچ یک از زیرسیستم های دیگر نیست. بلکه درعوض سایر زیرسیستم‌ها، براساس هدف و عملکرد خود، پیام ارسال شده را دریافت می‌کنند و تصمیم خود را در مورد اقدام مناسب(در صورت وجود) میگیرند.
همانگونه که ADS به سمت معماری خدمت گرا (SOA) یا ADSS (سیستم خدمات غیرمتمرکز مستقل) حرکت می کند، انتقال اطلاعات می تواند به وسیله ESB (گذرگاه خدمات عملیاتی) انجام شود، و هر عامل می تواند سرویسی را دریافت کند که اطلاعات را از ESB دریافت و براساس مشخصات سرویس عمل کند. نتایج دوباره با ESB به سایر عوامل مستقل انتقال داده میشود.
یک ADS همچنین مانند سیستم تخته سیاهی است که در هوش مصنوعی از آن استفاده می شود که در آن گروهی از عوامل براساس مشاهده هرگونه تغییر اطلاعات در تخته سیاه مشترک عمل می کنند.
یک ADS میتواند شامل انسان در حلقه باشد، با هر دو عامل انسانی و مستقل که هر دو به طور همزمان یاد می گیرند تا عملکرد سیستم را انجام دهند.
همچنین محاسبات ابری نیز از محاسبات مستقل استفاده می کند، اما در معماری و چارچوب و اساس با ADS تفاوت دارد.

## کاربردها
یکی از کاربردها و موارد استفاده ی ADS در تست نرم افزار، مخصوصا تست ترکیبی است. همچنین چارچوبی بر اساس ADS برای آزمایش ترکیبی همزمان با استفاده از AR و TA پیشنهاد شده است.

## همایش ها
نشست بین المللی IEEE در مورد سیستم های غیرمتمرکز مستقل (ISADS) کنفرانس اصلی در این موضوع است. این نشست هر دوسال یکبار برگزار میشود و اولین آنها در سال 1993 برگزار شد.
- ISADS 1993: 30 مارس - 1 آوریل 1993، در کاوازاکی، ژاپن
- ISADS 1995: 25-27 آوریل 1995، فینیکس، آریزونا، ایالات متحده
- ISADS 1997: 9 تا 11 آوریل 1997، برلین، آلمان
- ISADS 1999: 20 تا 23 مارس 1999، توکیو، ژاپن
- ISADS 2001: 26-28 مارس 2001، دالاس، تگزاس، ایالات متحده
- ISADS 2003: 9 تا 11 آوریل 2003، پیزا، ایتالیا
- ISADS 2005: 4 تا 8 آوریل 2005، چنگدو، چین
- ISADS 2007: 21 تا 23 مارس 2007، سدونا، آریزونا، ایالات متحده
- ISADS 2009: 23 تا 25 مارس 2009، آتن، یونان
- ISADS 2011: 29 ژوئن - 1 ژوئیه 2011، کوبه، ژاپن
- ISADS 2013: 6 تا 8 مارس 2013، مکزیکو سیتی، مکزیک
- ISADS 2015: 25 تا 27 مارس 2015، تایچونگ، تایوان

## همچنین ببینید
- ATOS
- سیستم تخته سیاه
- نظیر به نظیر
- ربات به عنوان یک سرویس
- معماری سرویس گرا